# Koi (песня)
«Koi» (яп. 恋) — песня японского певца и музыканта Гэна Хосино, изданная в качестве сингла 5 октября 2016 года. Сингл стал коммерчески успешным и возглавил хит-парад Billboard Japan Hot 100, всего он находился на первом месте чарта в течение 11 недель. Также песня смогла добраться до второго места в хит-параде Oricon Singles Chart благодаря более 102 тысячам проданных копий сингла. В сфере цифровых продаж сингл получил статус бриллиантового от Японской ассоциации звукозаписывающих компаний после того, как был продан миллион его цифровых копий. Песня использовалась в качестве музыкальной темы телесериала Nigeru wa Haji da ga Yaku ni Tatsu.

## Список композиций
1. «Koi» (Love, 恋)
2. «Drinking Dance»
3. «Continues»
4. «Ame Oto» (Rain Sound, 雨音)

## Позиции в чартах

### Еженедельные чарты
| Чарт (2016)                         | Наивысшая позиция |
| ----------------------------------- | ----------------- |
| Japan Hot 100 (Billboard Japan)     | 1                 |
| Radio Songs (Billboard Japan)       | 1                 |
| Singles Chart (Oricon)              | 2                 |
| Top Singles Sales (Billboard Japan) | 2                 |

### Годовые чарты
| Чарт (2016)                         | Позиция |
| ----------------------------------- | ------- |
| Japan Hot 100 (Billboard Japan)     | 3       |
| Radio Songs (Billboard Japan)       | 2       |
| Top Singles Sales (Billboard Japan) | 37      |